# 陳衡恪

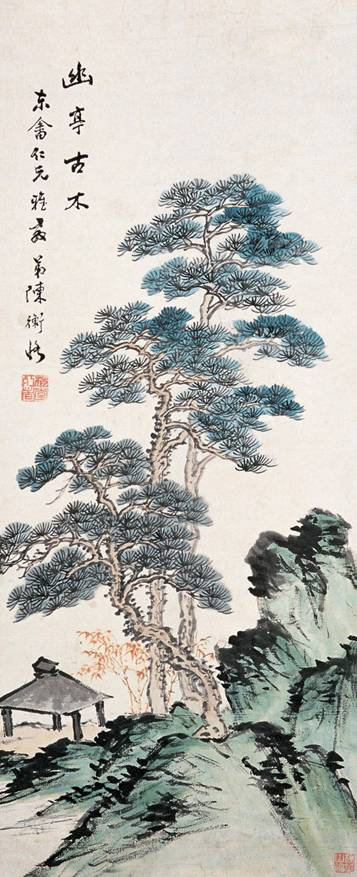
陳衡恪の幽亭古木

陳 衡恪（ちん こうかく）は、清末民初にかけて活躍した篆刻家・画家である。
字は師曽、号は槐堂・朽道人。父は詩人の陳三立で、祖父は湖南巡撫の陳宝箴。歴史学者の陳寅恪は弟。

## 略伝
陳年（陳半丁）を師とした。日本に留学後は美術教育に携わる。詩・文・書に巧みでとりわけ絵画と篆刻に優れた。呉昌碩に直接指導を仰いだこともある。斉白石とは師友となり、互いに影響し会ってその芸術を高めた。

## 著述
- 『中国文人画之研究』上海中華書局, 1922／中華書画出版社, 1991 ほか度々新版
- 『中国絵画史』翰墨縁美術院, 1925／江蘇人民出版社, 2020 ほか度々新版
- 『陳衡恪詩文集』江西人民出版社, 2009
- 印譜『染倉室印存』宏図出版社